# Вілдвуд (Нью-Джерсі)
Вілдвуд (англ. Wildwood — Дикий ліс) — місто (англ. city) в США, в окрузі Кейп-Мей на південному сході штату Нью-Джерсі, розташоване на узбережжі Атлантичного океану. Населення — 5157 осіб (2020), однак ця цифра зростає влітку до 250 000.
Вілдвуд отримало статус поселення 1 травня 1895 року. 1 січня 1912 року Вілдвуд отримало статус міста.

## Географія
Вілдвуд розташований за координатами 38°59′20″ пн. ш. 74°49′11″ зх. д. / 38.98889° пн. ш. 74.81972° зх. д. (38.988914, -74.819824).  За даними Бюро перепису населення США в 2010 році місто мало площу 3,61 км², з яких 3,38 км² — суходіл та 0,23 км² — водойми. В 2017 році площа становила 4,28 км², з яких 3,99 км² — суходіл та 0,29 км² — водойми.

### Клімат
| Клімат : Вілдвуд        | Клімат : Вілдвуд | Клімат : Вілдвуд | Клімат : Вілдвуд | Клімат : Вілдвуд | Клімат : Вілдвуд | Клімат : Вілдвуд | Клімат : Вілдвуд | Клімат : Вілдвуд | Клімат : Вілдвуд | Клімат : Вілдвуд | Клімат : Вілдвуд | Клімат : Вілдвуд | Клімат : Вілдвуд |
| Показник                | Січ.             | Лют.             | Бер.             | Квіт.            | Трав.            | Черв.            | Лип.             | Серп.            | Вер.             | Жовт.            | Лист.            | Груд.            | Рік              |
| Середній максимум, °C   | 5,6              | 6,5              | 10,2             | 15,3             | 20,4             | 25,6             | 28,3             | 27,6             | 24,6             | 19,0             | 13,6             | 8,2              | 17,1             |
| Середня температура, °C | 1,6              | 2,6              | 6,1              | 11,2             | 16,3             | 21,6             | 24,4             | 23,8             | 20,4             | 14,6             | 9,3              | 4,2              | 13,1             |
| Середній мінімум, °C    | −2,4             | −1,4             | 2,0              | 7,1              | 12,2             | 17,6             | 20,6             | 19,9             | 16,3             | 10,1             | 5,1              | 0,2              | 9,0              |
| Норма опадів, мм        | 85               | 72               | 106              | 92               | 91               | 81               | 97               | 105              | 84               | 91               | 83               | 92               | 1080             |
| Вологість повітря, %    | 66.3             | 65.7             | 64.1             | 62.3             | 66.9             | 71.2             | 70.5             | 73.1             | 69.7             | 68.8             | 67.7             | 66.9             | 67.8             |
| ----------------------- | ---------------- | ---------------- | ---------------- | ---------------- | ---------------- | ---------------- | ---------------- | ---------------- | ---------------- | ---------------- | ---------------- | ---------------- | ---------------- |
| Джерело: PRISM          |                  |                  |                  |                  |                  |                  |                  |                  |                  |                  |                  |                  |                  |

## Демографія
Згідно з переписом 2010 року, у місті мешкало 5325 осіб у 2251 домогосподарстві у складі 1145 родин. Було 6843 помешкання
Расовий склад населення:
| - 68,0 % — білих - 11,2 % — чорних або афроамериканців - 0,8 % — азіатів - 0,7 % — корінних американців - 0,1 % — вихідців з тихоокеанських островів - 16,2 % — осіб інших рас |

До двох чи більше рас належало 2,9 %. Частка іспаномовних становила 31,2 % від усіх жителів.
За віковим діапазоном населення розподілялося таким чином: 20,5 % — особи молодші 18 років, 66,0 % — особи у віці 18—64 років, 13,5 % — особи у віці 65 років та старші. Медіана віку мешканця становила 38,0 року. На 100 осіб жіночої статі у місті припадало 105,6 чоловіків;  на 100 жінок у віці від 18 років та старших — 104,8 чоловіків також старших 18 років.
Середній дохід на одне домашнє господарство  становив 48 619 доларів США (медіана — 27 067), а середній дохід на одну сім'ю — 47 906 доларів (медіана — 27 152). Медіана доходів становила 36 406 доларів для чоловіків та 37 708 доларів для жінок. За межею бідності перебувало 29,1 % осіб, у тому числі 59,7 % дітей у віці до 18 років та 6,6 % осіб у віці 65 років та старших.
Цивільне працевлаштоване населення становило 1709 осіб. Основні галузі зайнятості: мистецтво, розваги та відпочинок — 31,2 %, освіта, охорона здоров'я та соціальна допомога — 19,1 %, роздрібна торгівля — 15,3 %.